# Andrena damara
Andrena damara är en biart som beskrevs av Warncke 1968. Andrena damara ingår i släktet sandbin, och familjen grävbin. Inga underarter finns listade i Catalogue of Life.